# Rechtmehring
Rechtmehring ist eine Gemeinde im oberbayerischen Landkreis Mühldorf am Inn. Die Gemeinde ist Mitglied der Verwaltungsgemeinschaft Maitenbeth.

## Geografie

### Lage
Die Gemeinde liegt 45 Kilometer östlich (Luftlinie) von München und 30 Kilometer nördlich (Luftlinie) von Rosenheim.

### Gemeindegliederung
Es gibt 59 Gemeindeteile:
- Allmannsau
- Altrosenberg
- Antenau
- Au
- Berg
- Blümöd
- Bramer
- Brandmeier
- Brunnthal
- Dachsberg
- Dunsern
- Fachenliehen
- Farrach
- Feichten
- Ferchensee
- Fislarn
- Flecklhäusl
- Freimehring
- Frenau
- Gipfmehring
- Grill am Berg
- Grub
- Hart
- Haunolden
- Heimbuch
- Hintersberg
- Hinterschleefeld
- Hochhaus
- Hohlweg
- Höller
- Holzham
- Holzkling
- Holzkram
- Homberg
- Kling
- Kumpfmühle
- Lechner
- Leiten
- Linnern
- Lungenstett
- Mammerstätt
- Nußbaum
- Putz an der Straß
- Rechtmehring
- Reit
- Schleifmühle
- Schratzlsee
- Schreiern
- Schwarzöd
- Seiding
- Steinweg
- Thonbach
- Tiefenmoos
- Voglberg
- Vorderschleefeld
- Weidholz
- Wies
- Willerstett
- Wolfau

## Geschichte

### Bis zur Gemeindegründung
Mehring wurde als Moringa erstmals im Jahre 803 in einer Schenkungsurkunde an das Reichskloster Mondsee schriftlich erwähnt und gehörte von 1245 bis 1804 zur Freien Reichsgrafschaft Haag. Die ursprünglich romanische Kirche war Filiale der Pfarrei Kirchdorf und seit 1380 selbständige Pfarrei unter dem Patronat der Grafschaft Haag.

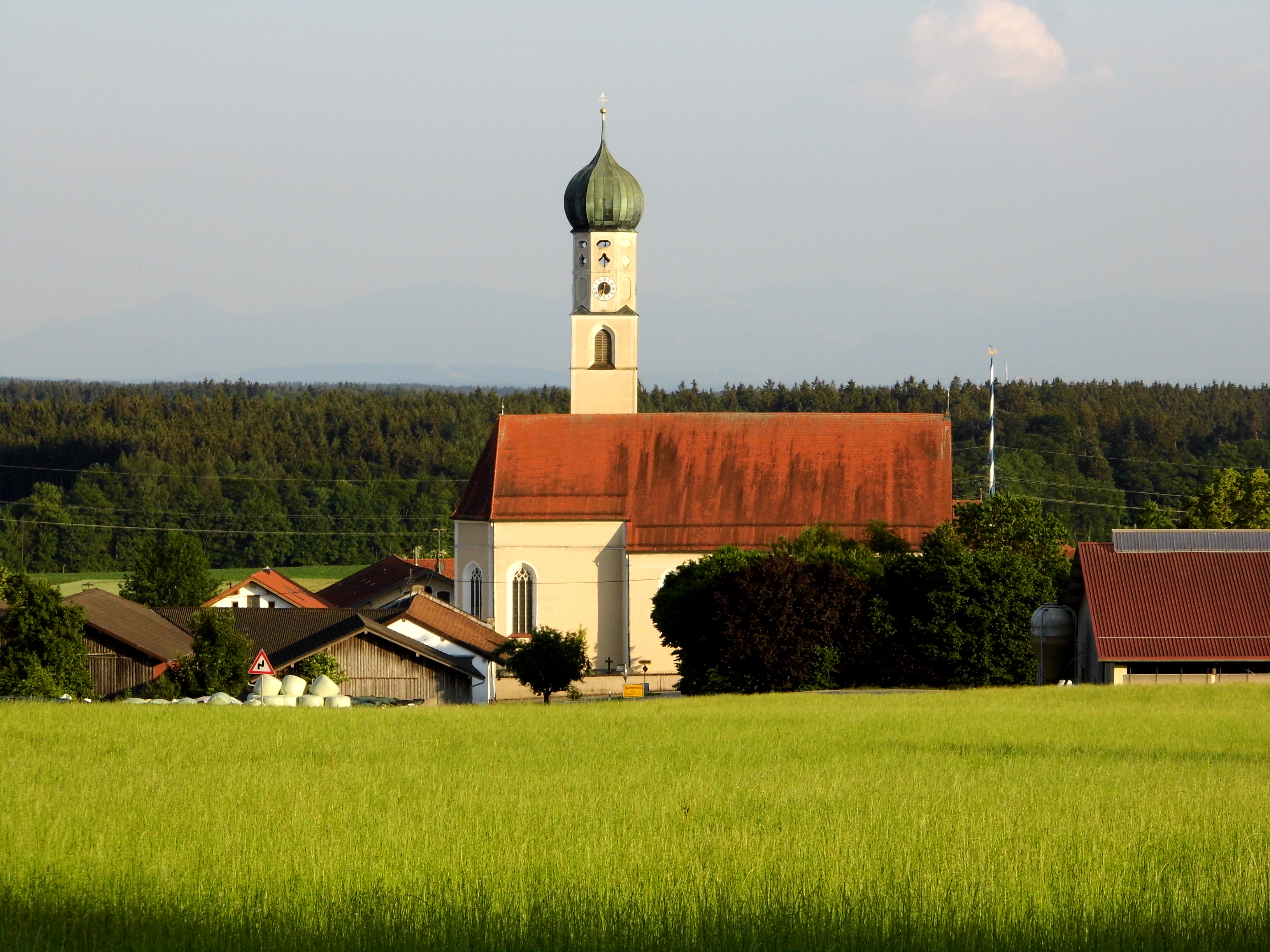
Rechtmehring, St. Korbinian, von Norden gesehen (Juni 2015)

Im Mittelalter war Rechtmehring als „Amt Mehring“ ein Viertel-Amt des 300 km² großen Territoriums der Freien Grafschaft Haag. Im Gebiet Rechtmehring befand sich der Richtplatz der Grafschaft sowie der Herkunftsort einiger Hochrichter der Grafschaft. 
1567 wurde nach dem Aussterben der Fraunberger von Haag eine Seitenlinie der bayerischen Wittelsbacher vom Kaiser mit dem Reichslehen der Freien Grafschaft Haag belehnt. Seit 1666 war die Grafschaft im persönlichen Besitz der bayerischen Kurfürsten und wurde vom Landgericht Haag verwaltet. Erst mit der Mediatisierung 1804 kam die Grafschaft Haag staatsrechtlich endgültig an das Kurfürstentum Bayern.
Im Zuge der Verwaltungsreformen in Bayern entstand mit dem Gemeindeedikt von 1818 die Gemeinde Rechtmehring sowie die umliegenden Gemeinden Allmannsau, Rosenberg und Schleefeld.

### Eingemeindungen
Im Zuge der Gebietsreform in Bayern wurden am 1. April 1971 Teile der aufgelösten Gemeinden Rosenberg und Schleefeld eingegliedert. Am 1. Juli 1971 kamen Teile von Allmannsau hinzu.

### Einwohnerentwicklung
Zwischen 1988 und 2018 wuchs die Gemeinde von 1327 auf 1913 um 586 Einwohner bzw. um 44,2 %.

## Politik

### Gemeinderat
Zur Gemeinderatswahl 2020 trat ausschließlich die Wählergemeinschaft Rechtmehring an, die alle zwölf Sitze erhielt.

### Bürgermeister
Erster Bürgermeister ist Sebastian Linner (FWG).

### Wappen
| Wappen Gde. Rechtmehring | Blasonierung: „In Blau eine eingeschweifte, gekürzte silberne Spitze, darin ein silbern gezäumter roter Pferdekopf; oben rechts die silberne Krümme eines Bischofsstabs, links ein goldener Halbmond.“ |
| Wappen Gde. Rechtmehring | Wappenbegründung: In der Spitze wird auf die Zugehörigkeit des gesamten Gemeindegebietes zur Freien Grafschaft Haag verwiesen, gezeigt wird dies durch den roten Pferdekopf, silbern gezäumt. Oben vorne ist eine silberne Krümme eines Bischofsstabes zu sehen, sie soll für den heiligen Korbinian, den Schutzpatron der Rechtmehringer Pfarrkirche stehen. Der goldene Halbmond hinten rechts wurde dem Wappen des Klosters Mondsee entnommen, er ist zur Erinnerung an die erste Nennung von Mehring im Jahr 803 ins neue Wappen aufgenommen worden, denn Mondsee hatte damals in Rechtmehring einigen Grundbesitz besessen. Auch die Farben Rot und Silber im Wappen haben einen tieferen Sinn, sie weisen auf die jahrhundertelangen Beziehungen zum Bistum Regensburg hin. Andererseits waren dies auch die Farben der Grafschaft Haag, das Wappen ist in der Kirche im Gewölbe zu sehen. Das Wappen wurde 1979 vom Heraldiker Heinz C. Bessling aus Hechendorf gestaltet. |

## Sehenswürdigkeiten

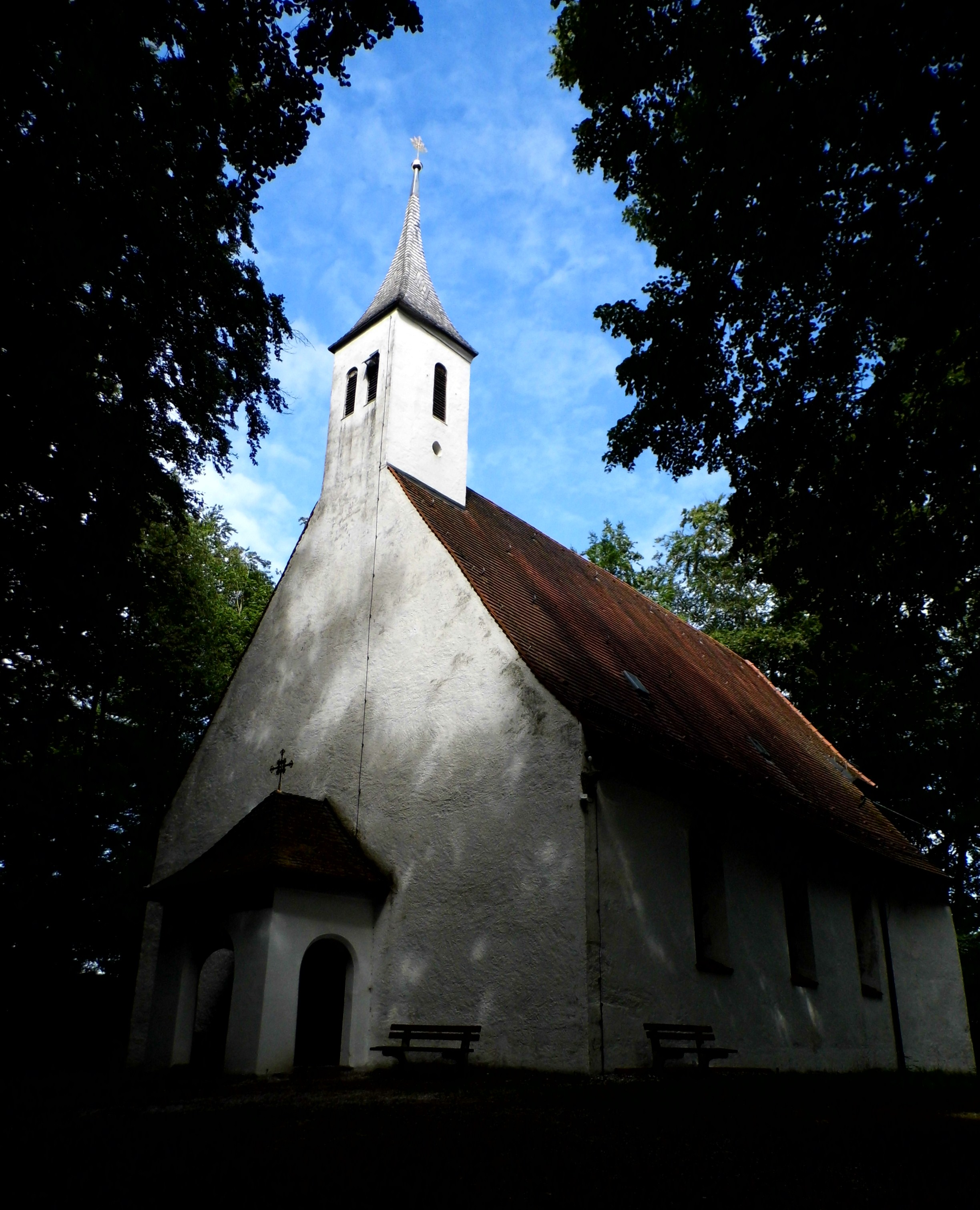
St. Mariä Heimsuchung, Hochhaus, Gde. Rechtmehring

- Pfarrkirche St. Korbinian
- Maria Hochhaus

## Wirtschaft
Rechtmehring ist Hauptsitz der Bankhaus RSA eG.

## Personen, die mit dem Ort in Verbindung stehen
- Herbert Krebs (1901–1980), Forstmann und Jagdautor, lebte und starb in Rechtmehring-Holzkram
- Maria Voderholzer (1927–2015), Lehrerin und Schriftstellerin, lebte und starb in Rechtmehring
- Louise Stomps (1900–1988), Bildhauerin, lebte in Rechtmehring